# Élégantes à la plage de Scheveningue
Les Élégantes à la plage de Scheveningue (Elegantes dames op het strand van Scheveningen) est une huile sur carton du peintre hollandais Frederik Hendrik Kaemmerer (1839-1902) réalisée en mai 1871. Elle mesure 15,5 × 24 cm et appartient à une galerie d'art aux Pays-Bas.

## Histoire et description
Kaemmerer est un peintre fort à la mode à son époque. Doué, il s'installe à Paris en 1863 pour suivre les cours du peintre académique Gérôme, sur les conseils de l'oncle de Vincent van Gogh (dont le nom de baptême était également Vincent) qui était associé du marchand d'art Goupil. Kaemmerer va donc faire partie de l'« écurie » Goupil et au fil des années fidélise une clientèle mondaine et élégante qui apprécie de se refléter dans ses peintures. Kaemmerer s'établit définitivement à Paris, faisant quelques séjours réguliers dans son pays natal. Il peint de nombreuses toiles de genre ayant pour thème la vie mondaine au Directoire, ce qui plaît fort aux nouveaux riches américains, comme les Vanderbilt. Il se suicide dans son atelier de la rue de Vaugirard, le 4 avril 1902.
L'œuvre représente des jeunes femmes élégantes à la plage de Scheveningue, agitée par le vent. Sa facture, plus libre que dans les tableaux habituels de Kaemmerer, se rapproche du style de l'École de La Haye, avec une vague touche impressionniste. Ce tableau reçoit une première médaille au Salon de Paris en 1874.
Ce petit tableau a été vendu après la mort de Kaemmerer à l'hôtel Drouot en novembre 1902 et a fait partie de la collection de Norbert Noortman à Maastricht, avant d'être aujourd'hui dans la collection Simonis-Buunk. Il a été présenté à Paris à l'exposition « Les Hollandais à Paris 1789-1914 » qui s'est tenue au Petit Palais du 6 février 2018 au 18 mai 2018 